# Agriosz (kentaur)
Agriosz (ógörögül: Ἄγριος) a görög mitológia egyik kentaurja. Héraklész negyedik feladatánál, az erümanthoszi vadkan elfogásának történetében kap szerepet.

## Története
Amikor Héraklész Pholosz barlangjában vendégeskedett, a bor illatára odasereglő, sziklákkal és husángokkal felfegyerzett kentaurok egyike volt Agriosz. Ankhiosszal együtt elsőnek hatolt be Pholosz barlangjába. Ők ketten voltak a szerencsésebbek, mert Héraklész hirtelen csak a tűzből felkapott parázsló hasábokkal kergette el őket, míg az utánuk jövő kentaurok már nyílzáporral találták magukat szemben.
Agrioszt végül Poszeidón rejtette el Eleusziszban.